# Ananteris bernabei
Ananteris bernabei – gatunek skorpionów z rodziny Buthidae, opisany w 2009 r. przez Giupponiego, Vasconcelosa i Lourenço.

## Systematyka

### Etymologia
Nazwa gatunkowa bernabei została nadana na cześć Tiaga Nascimenta Bernabégo, brazylijskiego biologa.

### Podział systematyczny
Ananteris bernabei to przedstawiciel rodzaju Ananteris.

## Zasięg występowania
Ameryka Południowa, południowo-wschodnia Brazylia, endemiczne stanowisko: Espírito Santo.

## Opis
Rozmiar: 27,6 mm.